# Pelecocera nigrifacies
Pelecocera nigrifacies är en tvåvingeart som först beskrevs av Abreu 1924.  Pelecocera nigrifacies ingår i släktet öronblomflugor, och familjen blomflugor.
Artens utbredningsområde är Kanarieöarna. Inga underarter finns listade i Catalogue of Life.